# Ivalia korakundah
Ivalia korakundah là một loài bọ cánh cứng trong họ Chrysomelidae. Loài này được Prathapan, Konstantinov & Duckett in Duckett, Prathapan & Konstantinov miêu tả khoa học năm 2006.